# Bezdany (wieś na Litwie)
Bezdany (lit. Bezdonys) − wieś na Litwie, w rejonie wileńskim, 1 km na zachód od Bezdanów, zamieszkana przez 217 ludzi. Przed II wojną światową w Polsce, w powiecie wileńsko-trockim województwa wileńskiego.